# Ewa Kardymowicz
Ewa Kardymowicz z domu Zaborowska (ur. 1939) – polska programistka. 

## Życiorys
Jej ojciec został w 1943 rozstrzelany przez Niemców. Znalazła się w Dulagu 121 Pruszków. Następnie zamieszkała w Zakopanem, gdzie skończyła szkołę podstawową i liceum.
Ukończyła matematykę na Uniwersytecie Warszawskim. W 1961 rozpoczęła pracę w Zakładzie Aparatów Matematycznych. Była w zespole opracowującym język programowania SAKO. Pracowała także przy systemach operacyjnych oraz w dziale zajmującym się sztuczną inteligencją. Pełniła funkcje kierowniczki Pracowni Języków Konwersacyjnych w Zakładzie Systemów Wyszukiwania i Teleprzetwarzania Informacji oraz, od 1979, Pracowni Oprogramowania Banków Danych w Zakładzie Narzędzi i Systemów Programowania. Członkini NSZZ „Solidarność”. W latach 90. została zatrudniona w Bibliotece Narodowej, gdzie była odpowiedzialna za komputeryzowanie katalogów.